# Soma Records

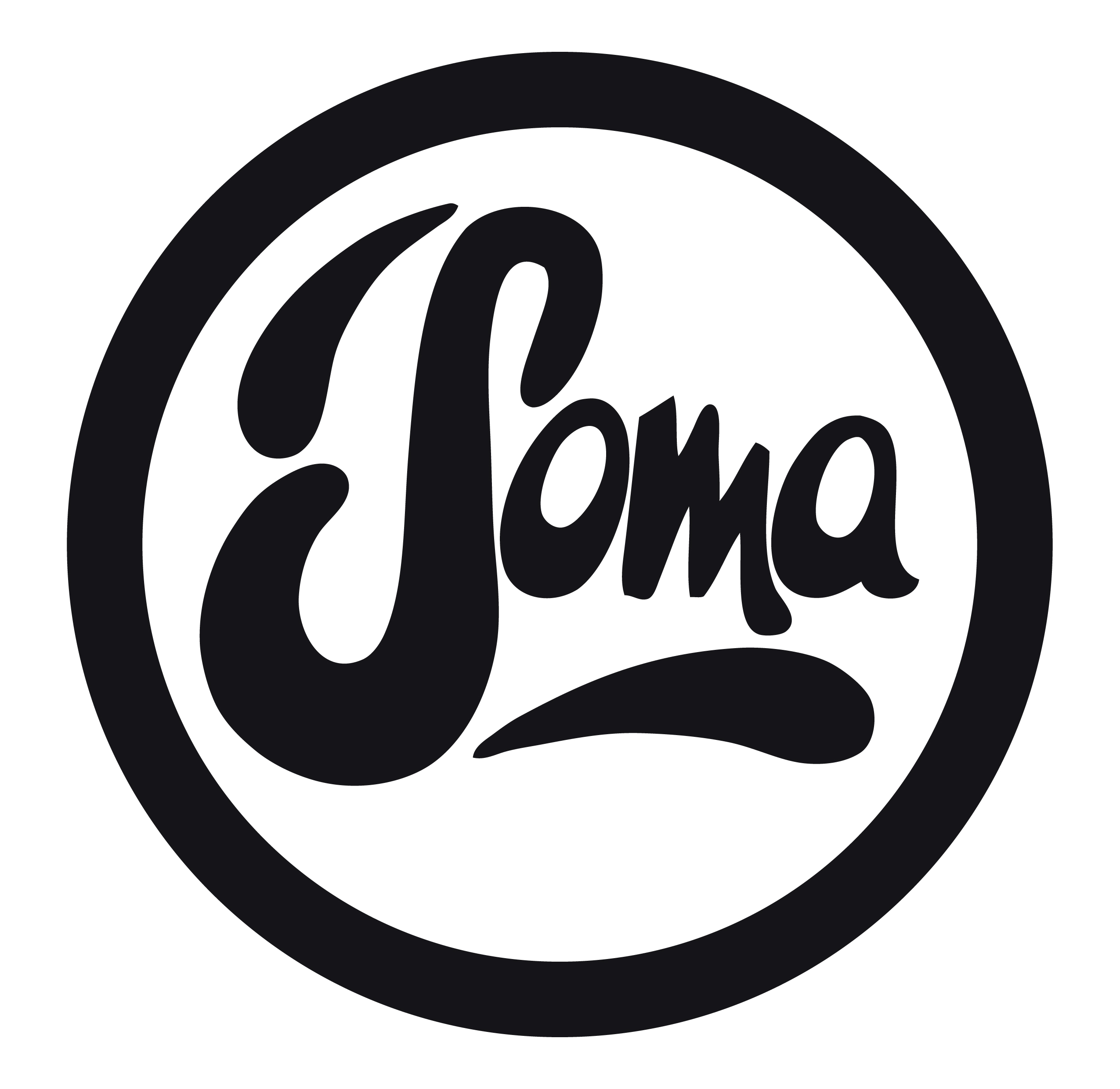
Logo della Soma Records

La Soma Recordings è una label nata in Scozia nel 1991 per volere del duo Slam. È particolarmente specializzata nel genere techno, passando da produzioni più aderenti alla corrente Detroit alla nuova scuola minimal, senza disdegnare la promozione di dischi house che siano deep, o progressive. È considerata la migliore etichetta scozzese ed una delle più apprezzate della musica elettronica underground.

## Artisti e uscite
Tra gli artisti di punta è bene citare Funk D'Void, Silicone Soul, e Joohn Tejada oltre che gli stessi Slam. Molti sono anche i giovani che nel tempo ha lanciato, come Alex Smoke e l'italiano Roberto Clementi.
Una delle release più famosa della Soma è senza dubbio Homework, album d'esordio per i Daft Punk considerato una delle migliori pagine di storia dell'elettronica dagli anni '90 ad oggi